# Qusai Munir

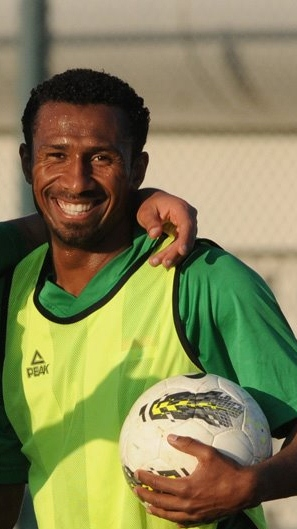
Qusai Munir 2012

Qusai Munir (arabisch قصي منير, DMG Quṣayy Munīr; * 12. April 1981 in Nasiriyya) ist ein irakischer Fußballspieler. Aktuell spielt er für den Qatar Sports Club in der Qatar Stars League.
Der Mittelfeldspieler begann 1998 im Alter von 17 Jahren seine Karriere bei dem Bagdader Erstligisten as-Sinaa, wo er 5 Spielzeiten in der irakischen Liga spielte. Nach dem Golfkrieg wechselte er zum Stadtrivalen al-Quwa al-Dschawiya, dort verbrachte Munir lediglich ein Jahr und wechselte anschließend zu Al-Khor Sports Club in die katarische und später zu Al-Hazem in die saudi-arabische Liga. Im Jahr 2006 kehrte er in den Irak zurück und unterschrieb einen Vertrag bei FC Arbil, mit dem er 2007 irakischer Meister wurde. Noch im selben Jahr wechselte er wieder ins Ausland. 2008 unterschrieb er beim Qatar Sports Club.
Sein Länderspieldebüt für die irakische Nationalmannschaft gab er im Jahr 2002. Im Jahr 2004 nahm Munir an der Asienmeisterschaft teil, wo er beim 3:2 über Turkmenistan seinen ersten Treffer erzielte. Im selben Jahr gehörte er auch zur irakischen Olympiamannschaft, die in Athen den vierten Platz belegte. 2005 gewann er mit der irakischen Mannschaft die Westasienspiele. Am 15. Juli 2006 zog sich Munir während eines Freundschaftsspiels gegen Syrien eine Verletzung zu, weshalb er fast ein Jahr ausfiel. Erst am 13. Juli 2007 absolvierte er wieder ein Länderspiel.
Für die Asienmeisterschaft 2007 wurde er zunächst nur als Reservespieler berufen, konnte aber wenige Tage vor Beginn des Turniers zur Mannschaft stoßen. Bei der Endrunde absolvierte er fünf der sechs irakischen Spiele und wurde gemeinsam mit der Mannschaft Asienmeister. Insgesamt absolvierte er 74 Spiele und erzielte 5 Tore für die irakische Mannschaft (Stand: August 2012)